# Salvatore Barzilai
Salvatore Barzilai (Trieste, 7 maggio 1860 – Roma, 5 gennaio 1939) è stato un avvocato, criminologo e politico italiano.

## Biografia
Nacque a Trieste, nell'Impero austro-ungarico, da famiglia ebraica, figlio dell'archeologo Giuseppe Barzilai e di Elena Saraval. 
Si laureò in giurisprudenza presso l'Università di Bologna nel 1882 e lavorò presso la corte d'appello di Graz; nel corso della sua carriera d'avvocato svolse importanti studi di criminologia. Irredentista, scrisse sull'Indipendente di Trieste e poi, dal 1883, fu redattore per la politica estera su La Tribuna di Roma. Nel 1890 divenne deputato tra le file dell'"estrema sinistra" radicale. Nel 1895 partecipò alla fondazione del Partito Repubblicano Italiano e, nel 1897, alla costituzione del gruppo parlamentare repubblicano alla Camera dei deputati.
Fu il primo esponente del Partito Repubblicano a rivestire incarichi di governo, come ministro senza portafoglio per le terre liberate dal 15 luglio 1915 al 18 giugno 1916, durante il secondo governo di Antonio Salandra. Nel 1919 fece parte della delegazione italiana alla Conferenza di pace di Parigi. Nel 1920 fu nominato senatore e fu anche presidente della FNSI.
Iniziato massone alla loggia "Universo" di Roma nel 1886, ha fatto parte del Consiglio dell'Ordine della massoneria del Grande Oriente d'Italia, fu pure carbonaro.

## Opere

La criminalità in Italia, 1886

- La criminalità in Italia, Roma, Tipografia delle Mantellate, 1886.
- Correzione paterna ed istituti correzionali, Bologna, N. Zanichelli, 1883
- L'istruttoria segreta: note ed appunti, Roma, Istituto tipografico della "Tribuna", 1897
- Sui trattati di commercio: relazione al 5. congresso nazionale repubblicano di Ancona, Milano, tip. Adolfo Koschitz, 1901
- Nel centenario della nascita di Giuseppe Mazzini: commemorazione tenuta dall'on. Salvatore Barzilai in Genova il 22 giugno 1905, Roma, tip. Popolare, 1905
- Contro la Triplice alleanza, Milano, Rava & C, 1915
- La nostra guerra, Campobasso, Giovanni Colitti e Figlio, 1915
- Moniti del passato, Milano, Treves, 1917
- I processi al futurismo per oltraggio al pudore / arringhe di Salvatore Barzilai... [et al.]; seguite da una conclusione di Bruno Corra e Settimelli, Rocca S. Casciano, Cappelli, 1918
- Luci ed ombre del passato. Memorie di vita politica, Milano, Treves, 1937
- Nel mondo della giustizia. Memorie di vita forense, Milano, 1939

## Riferimenti nella cultura di massa
Nei banchetti elettorali, Salvatore Barzilai era solito offrire caraffe di vino ai suoi elettori; per tale abitudine, la caraffa da due litri, a Roma, venne denominata "er barzilai".